# Valerius Maximus

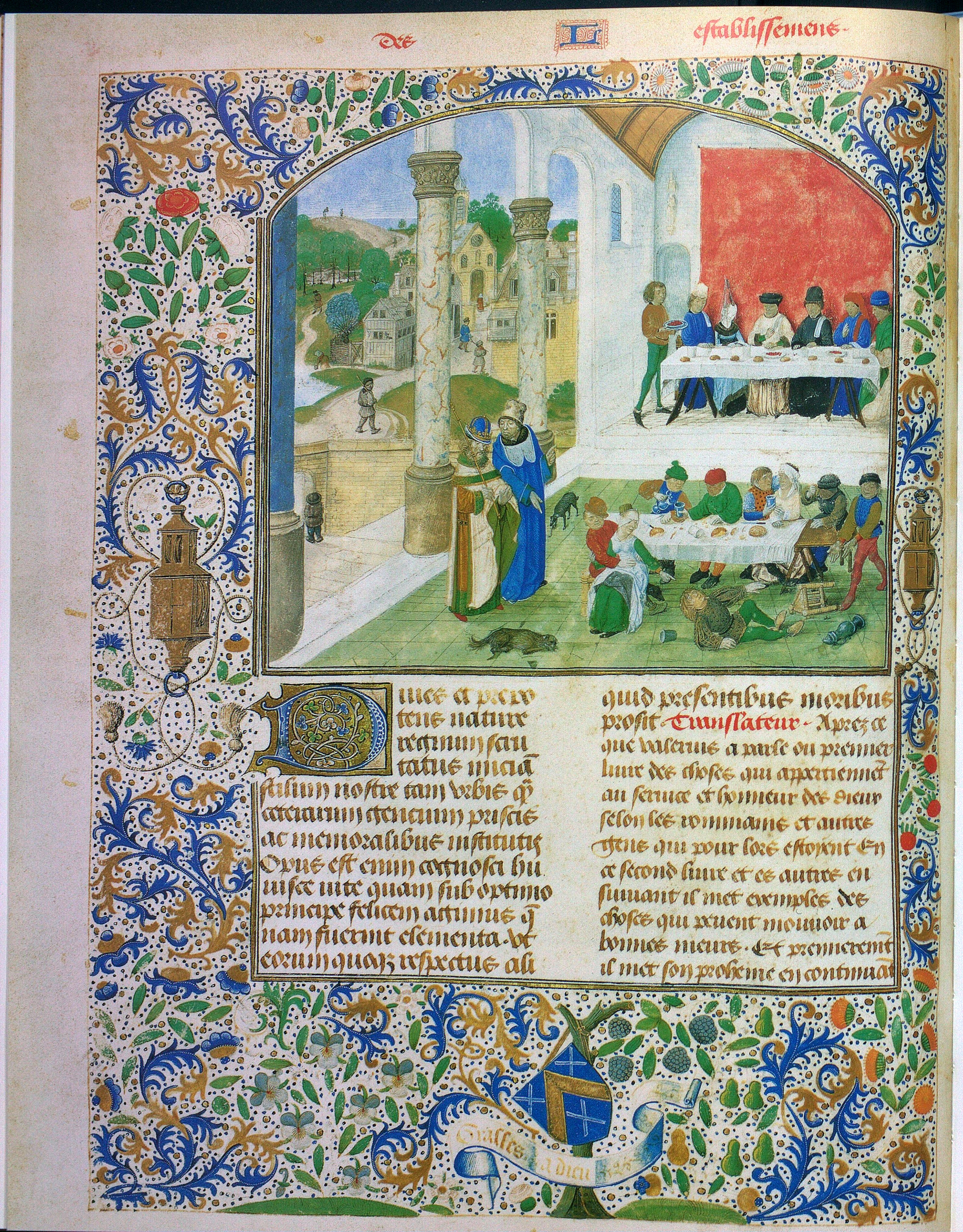
Eine Seite der Facta et dicta memorabilia, lateinisch mit französischer Übersetzung, in einer 1470/1480 angefertigten Handschrift aus Flandern, deren Illustration den Kontrast von Ausschweifung und Mäßigung in den Tischsitten veranschaulicht. Leipzig, Universitätsbibliothek, Ms. Rep. I.11b, Bd. 1, fol. 137v

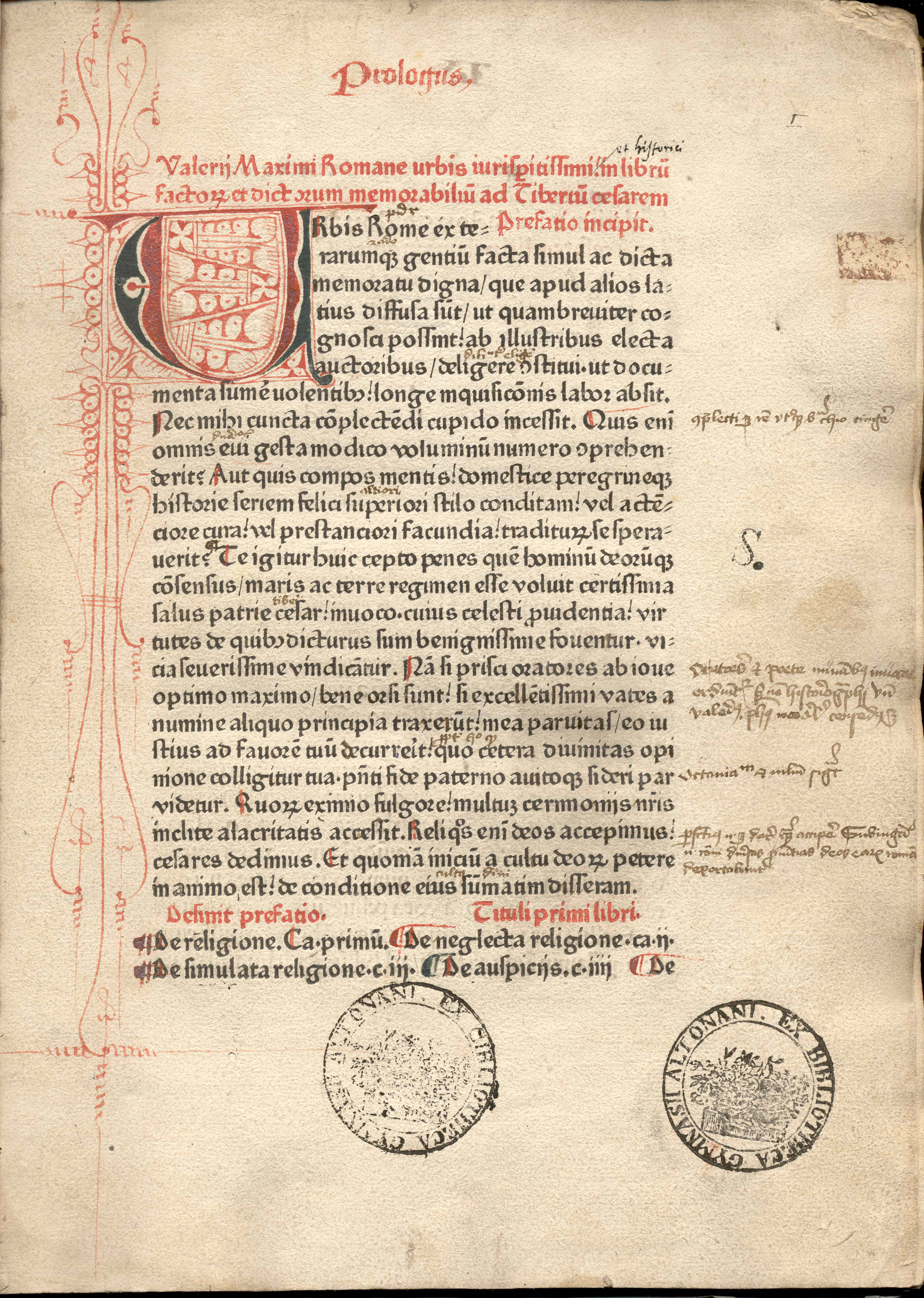
Eine Inkunabel-Ausgabe des Valerius Maximus: Peter Schöffer, Mainz 1471 (GW M49160)

Valerius Maximus war ein römischer Schriftsteller der 1. Hälfte des 1. Jahrhunderts und Autor der Facta et dicta memorabilia, einer Sammlung historischer Anekdoten. Er lebte zur Zeit des Kaisers Tiberius (14–37 n. Chr.).

## Leben
Über Valerius Maximus’ Leben ist wenig bekannt. Er entstammte einer armen Familie und wurde durch Sextus Pompeius, den Konsul des Jahres 14 und späteren Prokonsul der römischen Provinz Asien, den er im Jahr 27 in den Osten des Römischen Reiches begleitete, gefördert. Sextus Pompeius war ein Mäzen, zu dessen literarischem Zirkel auch Ovid gehörte, und ein Freund des Germanicus, des am meisten an Literatur interessierten Mitglieds der kaiserlichen Familie.

## Werk
Der Stil der Facta et dicta memorabilia deutet an, dass Valerius Maximus ein professioneller Rhetoriker war. Im Vorwort gibt er zu verstehen, dass es als banale Sammlung historischer Anekdoten zum Gebrauch in Rhetorikschulen gedacht sei, mit der den Schülern die Kunst der schönen Rede durch Verweise auf die Geschichte gelehrt werden könne. Nach den Manuskripten war der Titel Factorum et dictorum memorabilium libri novem („Neun Bücher denkwürdiger Taten und Aussprüche“).
Die Erzählungen sind lose und unregelmäßig arrangiert. Jedes Buch ist in Abschnitte aufgeteilt, jeder Abschnitt trägt als Titel das Thema (am häufigsten Tugenden und Laster oder Fehler und Schwächen), das die Geschichten im Abschnitt veranschaulichen sollen. Die meisten Erzählungen stammen aus der römischen Geschichte, aber jeder Abschnitt hat auch einen Anhang mit Auszüge aus den Annalen anderer Völker, vor allem der Griechen. Das Werk teilt deutlich die Ambivalenz vieler römischen Autoren des Prinzipats, die einerseits die zeitgenössischen Römer als degeneriert angesichts ihrer eigenen republikanischen Vorfahren beschreiben, andererseits eine kulturelle und moralische Überlegenheit über andere Völker – insbesondere die Griechen – postulieren.
Die Hauptquellen des Autors sind vor allem Cicero und Livius, aber auch Sallust und Pompeius Trogus. Valerius behandelt das Material achtlos und wenig intelligent, jedoch sind seine Zusammenstellungen – abgesehen von Brüchen, Widersprüchen und Anachronismen – aus der Sicht des Rhetorikers treffende Darstellungen der Umstände oder Eigenschaften, die er im Auge hat. Selbst aus dem Blickwinkel der Historiker ist Valerius einiges zu verdanken. Er benutzt oft Quellen, die heute verloren sind, und wo er seine eigene Zeit berührt, gewährt er einige flüchtige Blicke auf die vieldiskutierte und äußerst ungenügend aufgezeichnete Regierung des Tiberius.
Seine Einstellung gegenüber dem kaiserlichen Haushalt wurde oft als allzu schmeichlerisch und darin als derjenigen des Martial ähnlich aufgefasst. Die Reverenzen an die kaiserliche Regierung sind de facto allerdings weder in ihrer Art noch in ihrer Anzahl außergewöhnlich. Wenige werden heute Tiberius, zieht man alle seine Handlungen als Regent in Betracht, einen Titel wie salutaris princeps gönnen, der früheren Generationen als Muster schamloser Schmeichelei erschien. Die wenigen Anspielungen auf Caesars Mörder und Augustus reichen kaum über den konventionellen Stil der Zeit hinaus. Die einzige übertrieben kritisch wirkende Passage ist die heftige rhetorische Tirade gegen den Prätorianerpräfekten Lucius Aelius Seianus.

## Rezeption
Valerius Werk verdient hauptsächlich Beachtung als Kapitel in der Geschichte der lateinischen Sprache. Ohne es wäre unser Blick auf den Übergang vom klassischen zum „silbernen“ Latein wesentlich schlechter. Im „Valerius“ werden in einer groben Form all die rhetorischen Entwicklungen der Zeit präsentiert, ohne die Tünche der Vernunft eines Quintilian und nicht durch den Geschmack und Feinheit eines Tacitus kultiviert. Die direkte und einfache Aussage wird gemieden und die Neuigkeit um jeden Preis gejagt. Die Grenze zwischen der Wortwahl der Poesie und Prosa wird eingerissen; es gibt geradezu monströse Metaphern; erschreckende Kontraste, dunkles Geraune und grelle Adjektive sind üblich, die unnatürlichsten Variationen werden auf einer künstlichen Klaviatur grammatischer und rhetorischer Sprachfiguren gespielt. Es ist eine aufschlussreiche Lektion in der Geschichte der lateinischen Sprache, eine Passage bei Valerius mit seinen Entsprechungen bei Cicero und Livius zu vergleichen.
In den Handschriften des Valerius ist ein zehntes Buch überkommen, der sogenannte Liber de Praenominibus, eine Arbeit eines viel später zu datierenden Grammatikers.
Die Sammlung des Valerius wurde viel in Schulen genutzt. Seine Popularität im Mittelalter ist durch eine große Anzahl erhalten gebliebener Exemplare bezeugt. Wie von anderen Schulbüchern auch, wurden von ihm Auszüge erstellt, von denen einer vollständig erhalten blieb, der den Namen Julius Paris trägt und wohl aus dem 4. oder 5. Jahrhundert stammt, sowie ein weiterer von Januarius Nepotianus. Beide Auszüge sind in den Ausgaben von Karl Felix Halm (1865) und Karl Kempf (1888) enthalten. Daneben wurden die Texte auch von den europäischen Renaissance-Humanisten rezipiert. Der Leipziger Philologe Veit Werler gab die Sprichwortsammlung 1511 heraus.